# Ischnocnema randorum
Ischnocnema randorum es una especie de anfibio anuro de la familia Brachycephalidae.

## Distribución geográfica
Esta especie es endémica del estado de São Paulo en Brasil. Habita a 900 m de altitud en Boracéia en el municipio de Salesópolis.

## Descripción
Los machos miden de 11.8 a 15.0 mm y las hembras de 15.0 a 18.2 mm.

## Etimología
Esta especie lleva el nombre en honor a Patricia y Austin Stanley Rand.

## Publicación original
- Heyer, 1985 : New species of frogs from Boraceia, Sao Paulo, Brazil. Proceedings of the Biological Society of Washington, vol. 98, n.º 3, p. 657-671[5]